# Европейский НАвигатор
Европейский НАвигатор (ЕНА) является образовательной платформой, обеспечивающей обширную информацию об истории Европы и её институтов с 1945 года. Он уделяет основное внимание разработке единой Европы.
Использование сайта бесплатно, хотя документы находятся под защитой авторских прав.
ЕНА разработан ВЦЗЕ (Виртуальным Центром Знаний о Европе — Centre Virtuel de la Connaissance sur l’Europe), базирующимся в Люксембурге общественную деятельность которого активно поддержали министерства культуры, высшего образования и научных исследований.
ЕНА доступен на английском, французском, немецком и испанском языках, хотя некоторые документы имеются в наличии и на других языках.

## Мультимедийные ресурсы
ЕНА обладает большой мультимедийой базой знаний:
- Оригинальных текстов (договоров и т. д.)
- Видеоклипы
- Аудио-клипы
- Статьи прессы
- Фотографии
- Интерактивные карты
- Мультфильмы
- Таблицы

## Части
Содержание ЕНА делится на пять частей:
- 'Исторические события' содержит материал о всех событиях, которые внесли свой вклад в процесс европейской интеграции;
- 'Европейские организации' описывает функционирование всех институтов Европейского союза (например, Европейский парламент, Европейская комиссия) и различные другие европейские институты;
- 'Специальные файлы' по конкретным темам;
- 'Интервью' содержит эксклюзивные интервью с людьми, которые сыграли определённую роль в процессе европейской интеграции (Жак Сантер, Отто фон Габсбург и т. д.);
- 'ЕНА и образование' предусматривает выделение ресурсов для преподавателей, с целью более полного освещения темы европейской интеграции.

## Тематический словарь
Тематический словарь организует материалы в зависимости от предметной области.

## Глоссарий
Глоссарий разъясняет термины, связанные с европейскими институтами и историей Европы (например, ЕОУС, План Маршалла,…), которые доступны в ЕНА.